# فيونا أفيري
فيونا أفيري (بالإنجليزية: Fiona Avery)‏ (و. 1974  م) هي كاتبة سيناريو، وروائية، وكاتبة خيال علمي، وكاتِبة، وكاتبة قصص مصورة أمريكية.